# Rinaldo da Siena
Rinaldo da Siena est un enlumineur et peintre de l'école siennoise, un des maîtres actifs de la peinture italo-byzantine, un des primitifs italiens de la ville toscane dans la seconde moitié du Duecento (le XIIIe siècle italien), entre 1270 et 1279.
Il pourrait s'agir du Maître des Clarisses.

## Biographie

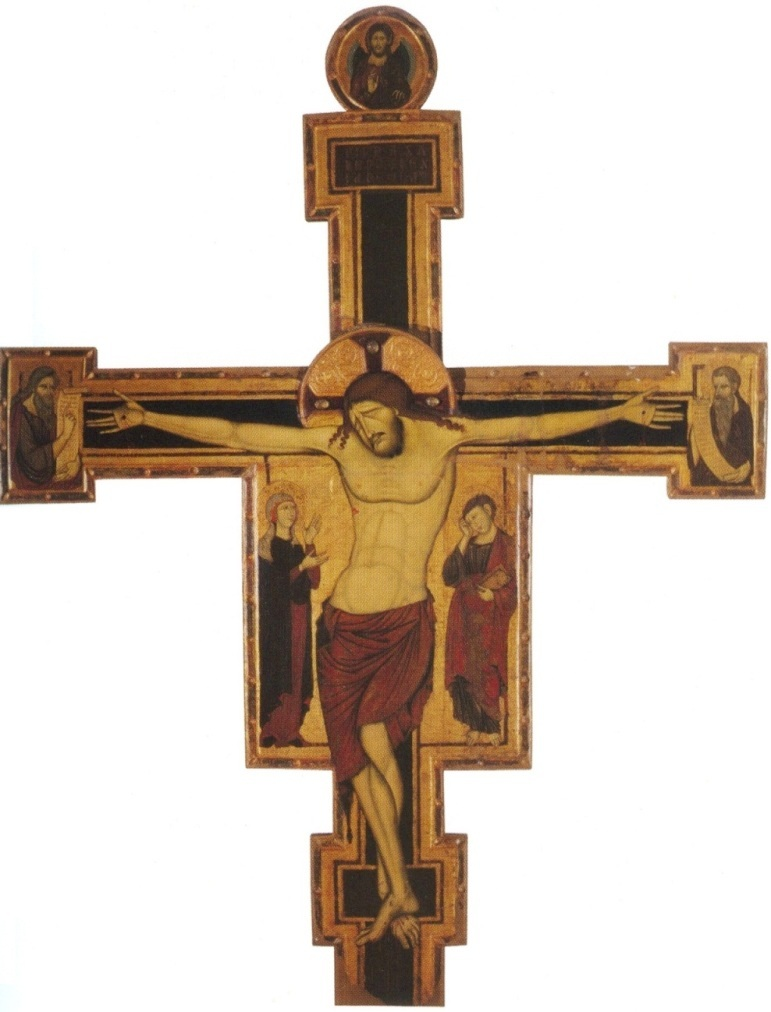
Crucifix avec pleureuses, les prophètes Isaïe et Jérémie et le Christ donnant sa bénédiction (1270-1280), pinacothèque de San Gimignano

Rinaldo da Siena fut actif à Sienne entre 1270 et 1279 comme peintre et enlumineur de manuscrits.  
Les critiques d'art le considèrent comme un adepte de Cimabue,  influencé par la peinture byzantine, alors en vigueur, et un précurseur de Duccio di Buoninsegna, célèbre pour le caractère  expressif et émotionnel de son œuvre.
Certains critiques d'art pensent qu'il pourrait être le Maître des Clarisses.

## Œuvres

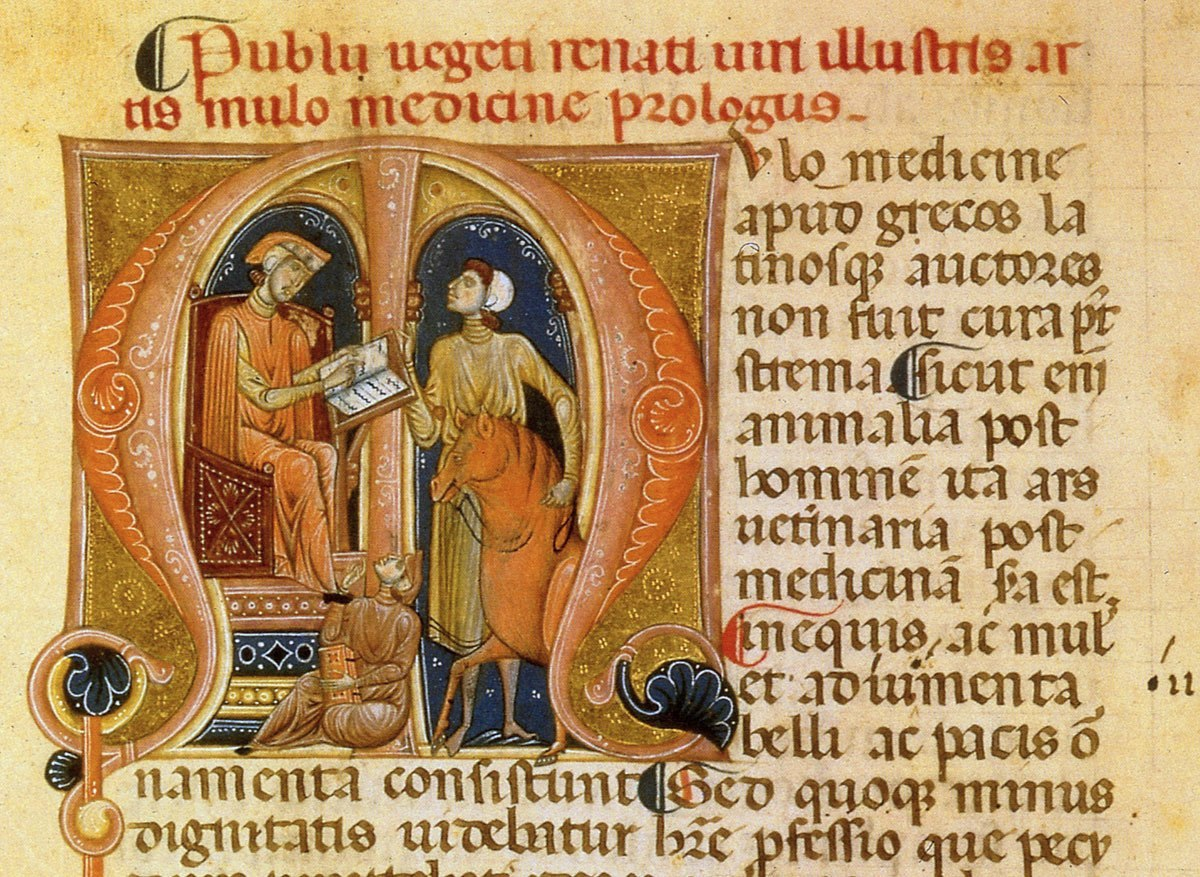
Tractate Mulomedicina (détail d'enluminure)

Ses œuvres authentifiées sont rares :
- Crucifix de Rinaldo da Siena, bois peint, Museo Civico, San Gimignano.
- Manuscrit du Livre du règne des Princes, enluminure, Bibliothèque nationale de Paris.
- Manuscrit de Mulomedicina de Vegezio, enluminure, Bibliothèque Laurentienne, Florence.